# جودی بالفور
جودی بالفور (انگلیسی: Jodi Balfour؛ زادهٔ ۲۹ اکتبر ۱۹۸۷) بازیگر اهل آفریقای جنوبی است. وی از سال ۲۰۰۹ میلادی تاکنون مشغول فعالیت بوده‌است.
از فیلم‌ها یا برنامه‌های تلویزیونی که وی در آن نقش داشته‌است می‌توان به وی، سوپرنچرال، دوران کهن: دنیای جدید، کواری، تاج، کارآگاه حقیقی، بقیه ما، شوهر و مقصد نهایی ۵، خون‌آشام اشاره کرد.